# 男兒當入樽 (電影)
《男兒當入樽》是一部於1994年上映的香港愛情片，由吳大維、鄭伊健、麥家琪領銜主演，內容主要改篇自日本漫畫灌籃高手。

## 故事大綱
籃球健將吳灌男的故事，從漫畫男兒當入樽中改篇的。

## 演員
| 演員   | 角色        | 粵語配音 | 備註 |
| 吳大維 | 吳灌男      |          | 波牛 籃球健將 曾離開球隊，后返囘 田琪琪之好友，后表白時被其拒絕 在比賽贏得無數掌聲 金剛之天敵 最后打敗巨人隊 |
| 鄭伊健 | 高秋        | 張炳強   | 波神 吳灌男之同學 最后打敗巨人隊                                                                             |
| 麥家琪 | 田琪琪      | 陸惠玲   | 田遠之女 金剛之妹                                                                                            |
| 鄭則仕 | 田遠        | 鄭則仕   | 金剛、田琪琪之父 和金剛不和                                                                                  |
| 張崇基 | 張崇基      |          | |
| 張崇德 | 張崇德      |          | |
| 古天樂 | Lady Killer | 潘文柏   | 籃球隊成員 高秋、吳灌男之同學                                                                                |
| 林偉亮 | 金剛        | 陳欣     | 田遠之子，與其不和 田琪琪之兄 性格自大，不可一世，目中無人                                                   |

## 外部連結
- 開眼電影網上《男兒當入樽》的資料（繁體中文）
- 豆瓣电影上《男兒當入樽》的資料 （简体中文）
- 时光网上《男兒當入樽》的資料（简体中文）
- 香港影庫上《男兒當入樽》的資料（繁體中文）
- 互联网电影数据库（IMDb）上《男兒當入樽》的资料（英文）